# 山西大学附属中学
山西大学附属中学，简称山大附中，位于山西省太原市小店区，是山西省省级示范学校、首批省重点中学、民族教育定点学校。隶属于山西省教育厅。

## 校史
山西大学附属中学成立于1955年。其前身是太行军区干部子弟学校和太岳军区干部子弟学校。中华人民共和国成立后，两所学校迁至太原，合并成为山西省干部子弟学校。1952年为纪念山西省政府成立于1949年9月1日，学校改名为九一小学。
1955年9月，九一小学设立初中。后来该初中命名为山西师范学院附属中学。在1961年，随山西师范学院一起并入山西大学，改为现名。
“文化大革命”期间，曾划归太原市管理并更名为太原市第二十八中学校。1972年恢复“山西大学附属中学”校名。
1963年，被山西省教育厅确定为省级重点中学，面向全省择优招生。
1981年，該校被確定為山西省首批重點中學。同年，该校接受山西省教育厅的要求，开办内地西藏班，成为兼办民族教育的省重点中学。

## 校园设施
- 栋梁门

学校正门，朝向坞城西街。设计为一条巨大的横梁架在两支立柱之上，寓意学校为培养栋梁之地。
- 七彩喷泉、“升腾”雕塑与文化墙

位于栋梁门和主教学楼之间。“升腾”雕塑的红色浪涛状底座之上是校徽的立体造型。文化墙位于主题雕塑之后，长约15米，上有多位知名科学家、文学家、艺术家的塑像和名言。
- 主教学楼

主教学楼，又名“展翅楼”，顶部设计为一腾飞的羽翼，故名。独立六层建筑，座北朝南，正对主校门，在“七彩喷泉”和“文化墙”北面，2003年投入使用，建筑面积16000平方米。一层有一大型报告厅，二至五层为高中教室，一层和六层为学校办公区。楼内有大型室内壁画《文明之路》和《科技之光》。
- 图书馆

坐落于校园东侧，为独立四层建筑，建筑面积大约3000平方米，一层为综合借阅室和过刊室，二层为哲学和社会科学借阅室，三层为报刊阅览室及电子阅览室，四层为多功能报告厅。 学生凭借书证最多可同时借阅四册图书，借期四周，可续借两周。
- 逸夫楼

原有三层，实验楼拆后各科实验室曾搬迁到此，原藏班上课地点，另有机房、美术室、音乐教室等。2014年已拆除。
- 卓越楼

逸夫楼拆除后的藏班上课地点与各科实验室所在地点，也是部分校领导办公室所在。实验室设备齐全。2014年建成启用。
此外还有标准400米塑胶操场一座、体育馆一座（已建成）、网球场、乒乓球台若干。后勤设施主要有学生宿舍三座，餐饮中心大楼一座（设三个餐厅）。

## 知名校友[4]
马兆远：清华大学未来实验室首席研究员兼数字化先进制造研究中心主任
颜文斌：清华大学丘成桐数学科学中心副教授
苏萌：天体物理学家
巨龙：物理学家，美国麻省理工学院物理系助理教授
许凌云：新闻工作者，第十四届长江韬奋奖获得者
尹璐：中部战区联合作战指挥中心某保障队总工程师
米海鹏：清华大学美术学院副教授

## 生源

### 初中部
1999年山西大学附属中学初中部改为民办“山西省知达实验学校”，通过选拔考试招收新生，并收取高额费用。2008年被《中国青年报》曝光之后恢复公办性质，不得额外收取费用。

### 高中部
大部分为通过太原市中考录取的本市学生，另有从全省贫困地区招收的宏志生。

## 校园文化
学校有学生会和多个学生社团。学生会设主席团、宣传部、纪律部、传媒部、广播电台、环保部、秘书处、社会实践部、体育部、文艺部。主要社团有爱心社、文学社等。文学社出版有校刊《傲澜》。